# Workman Rocks
Die Workman Rocks sind eine Gruppe von Klippen vor der Loubet-Küste des Grahamlands auf der Antarktischen Halbinsel. Sie liegen unmittelbar westlich des Panther-Kliffs vor der Einfahrt zur Ensenada Aguayo im nordöstlichen Teil der Darbel Bay.
Luftaufnahmen entstanden zwischen 1956 und 1957 bei der Falkland Islands and Dependencies Aerial Survey Expedition. Das UK Antarctic Place-Names Committee benannte sie 1960 nach dem US-amerikanischen Physiker Everley John Workman (1899–1982), der sich mit den elektrischen Eigenschaften von Eis befasst hatte.